# Јан Ђунмо
Јан Ђунмо (Бусан, 22. јануар 1953) је јужнокорејски рвач слободним стилом, и олимпијски победник. Први је олимпијски победник из Јужне Кореје.
На Азијским играма у Техерану 1974. освојио је злато, а на Светском првенству 1975. у Минску бронзу. На Олимпијским играма 1976. у Монтреалу освојио је прво олимпијско злато за Јужну Кореју. Ово му је било и једино учешће на Олимпијским играма. На Светском првенству 1978. у Мексико Ситију дошао је до сребра, а на Азијским играма у Бангкоку до злата.